# Виробнича дільниця (хутір)
Виробнича дільниця — колишній хутір у Андрушівській селищній раді Андрушівського району Житомирської області Української РСР.

## Історія
Станом на 1 вересня 1946 року — хутір Андрушівської селищної ради Андрушівського району Житомирської області.
На 10 лютого 1952 року числився як хутір Андрушівської селищної ради, що злився із смт Андрушівка.
29 червня 1960 року, відповідно до рішення Житомирського облвиконкому № 683 «Про об'єднання деяких населених пунктів в районах області», фактично об'єднаний із х. Загуйва Нехворощанської сільської ради в один населений пункт — село Загуйва.